# Girolamo Pompei (condottiero)

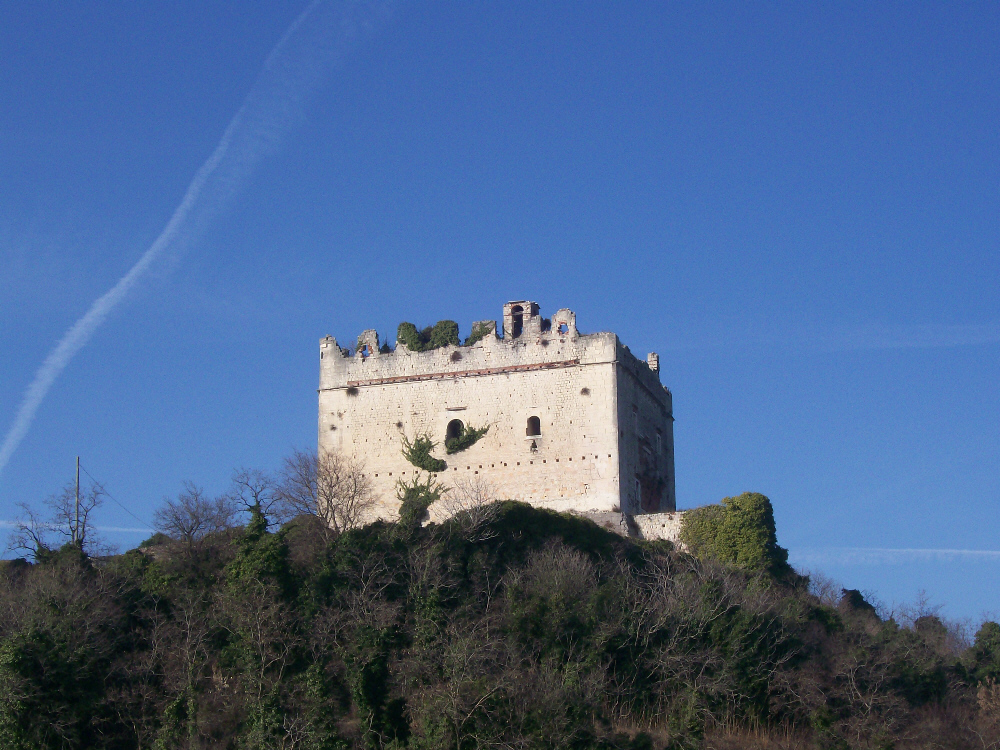
Castello Scaligero (Illasi)

Girolamo Pompei (... – 1530) è stato un condottiero italiano.

## Biografia
Militò inizialmente al servizio di Bernardino Fortebraccio quindi, dal 1509, di Bartolomeo d'Alviano.
L'8 agosto dello stesso anno, catturò a Isola della Scala e tradusse nelle carceri di Venezia, il marchese di Mantova Francesco II Gonzaga, mentre tentava di conquistare Legnago, nel veronese, assieme a Ludovico I Pico. Per questo episodio, gli venne concesso il feudo di Illasi assieme allo storico castello e dopo alcuni anni il titolo di conte.